# Senamile Masango
Senamile Masango est une scientifique sud-africaine, spécialiste de la physique des particules et première femme africaine menant  des expériences au CERN, née en 1987, morte le 9 février 2025.

## Biographie
Née en mai 1987 à Nongoma, au KwaZulu-Natal, siège historique de la monarchie zouloue, sa mère est une princesse de la famille royale zouloue et  son père un dirigeant local,. Elle grandit dans une famille polygame, sa mère étant la plus jeune des trois épouses de son père. Elle est inscrite à l'université du Zoulouland à l'âge de 16 ans en physique, mais suite d'une maternité précoce, et d'échecs à certains modules, elle abandonne ses études. Soutenue par sa famille, elle reprend toutefois ses études et obtient une maîtrise en physique nucléaire à l'université du Cap-Occidental, et prépare ensuite une thèse de doctorat.
À partir de 2017, elle mène des expériences au CERN,. En 2019, elle fait partie de la liste du Mail & Guardian des jeunes Sud-Africains à suivre dans le domaine de la science et de la technologie.
Elle meurt à 37 ans, à la suite d'une maladie en février 2025,.